# Thersamonia persica
Thersamonia persica är en fjärilsart som beskrevs av Theophil Bienert. Thersamonia persica ingår i släktet Thersamonia och familjen juvelvingar. Inga underarter finns listade i Catalogue of Life.